# Dean Fertita
Dean Anthony Fertita est un musicien, multi-instrumentiste, américain. Il est né le 6 septembre 1970 à Royal Oak dans le Michigan.  Fertita est actuellement membre des groupes Queens of the Stone Age et The Dead Weather. Fertita a été le chanteur et le guitariste du groupe The Waxwings, depuis  sa création en 1997 jusqu'à sa fin en 2005. Fertita a alors collaboré avec Brendan Benson. Il a joué des claviers et de la guitare sur les albums solo de Benson ainsi que des claviers sur les tournées de The Raconteurs. En 2007 Fertita a rejoint les Queens of the Stone Age afin de remplacer Natasha Shneider aux claviers et occasionnellement jouer de la guitare sur certaines chansons. Dean Fertita joue aussi de la guitare, des claviers et de l'orgue au sein de The Dead Weather. En 2009, Fertita a sorti son premier album solo Hello=Fire (en).

## Discographie

### Avec Queens of the Stone Age
- Era Vulgaris (2007)
- ...Like Clockwork (2013)
- Villains (2017)
- In Times New Roman... (2023)

### Avec The Dead Weather
- Horehound (2009)
- Sea of Cowards (2010)
- Dodge and Burn (2015)